# Hüter des Feldes

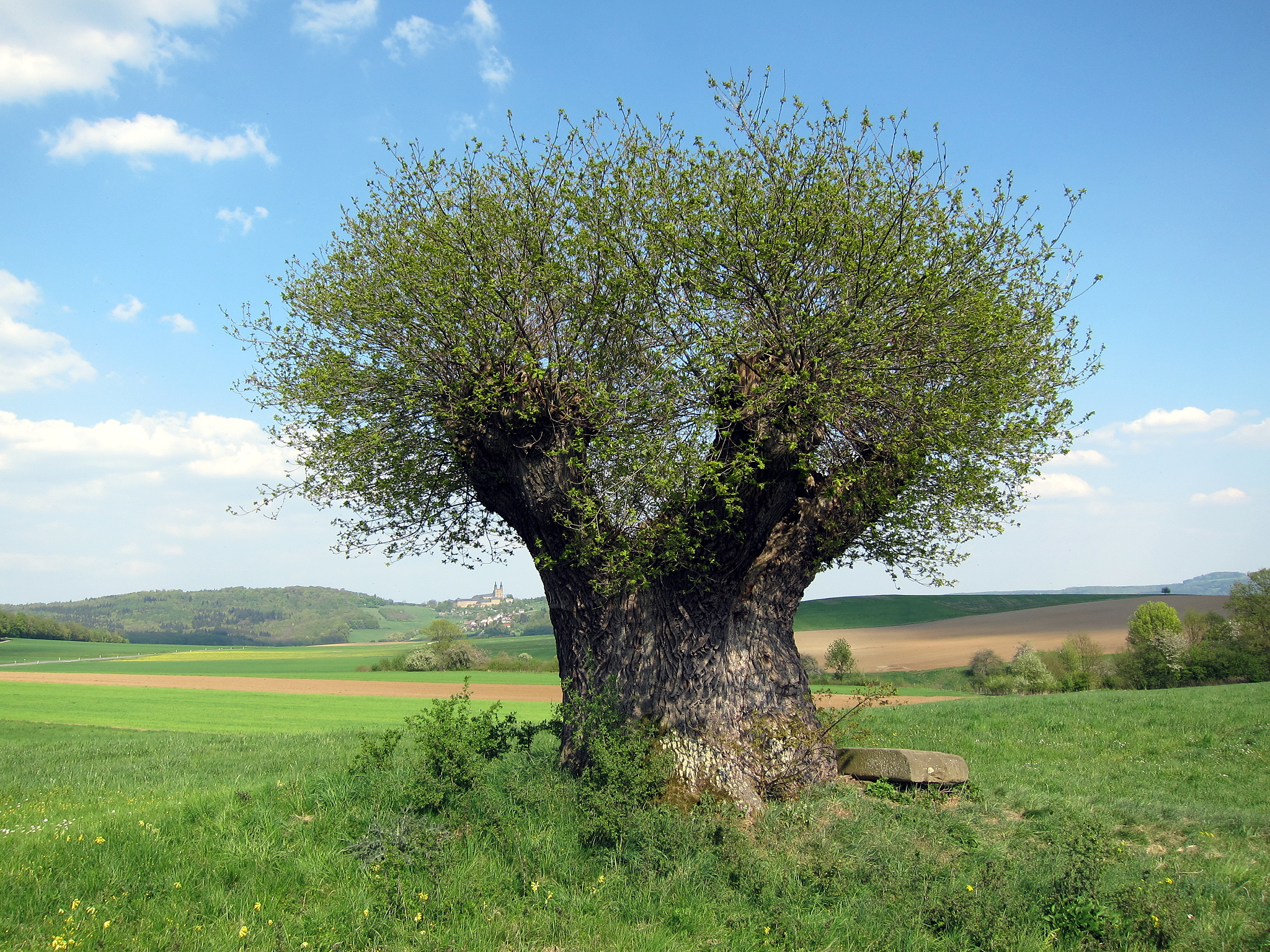
Hüter des Feldes (April 2011), im Hintergrund Kloster Banz

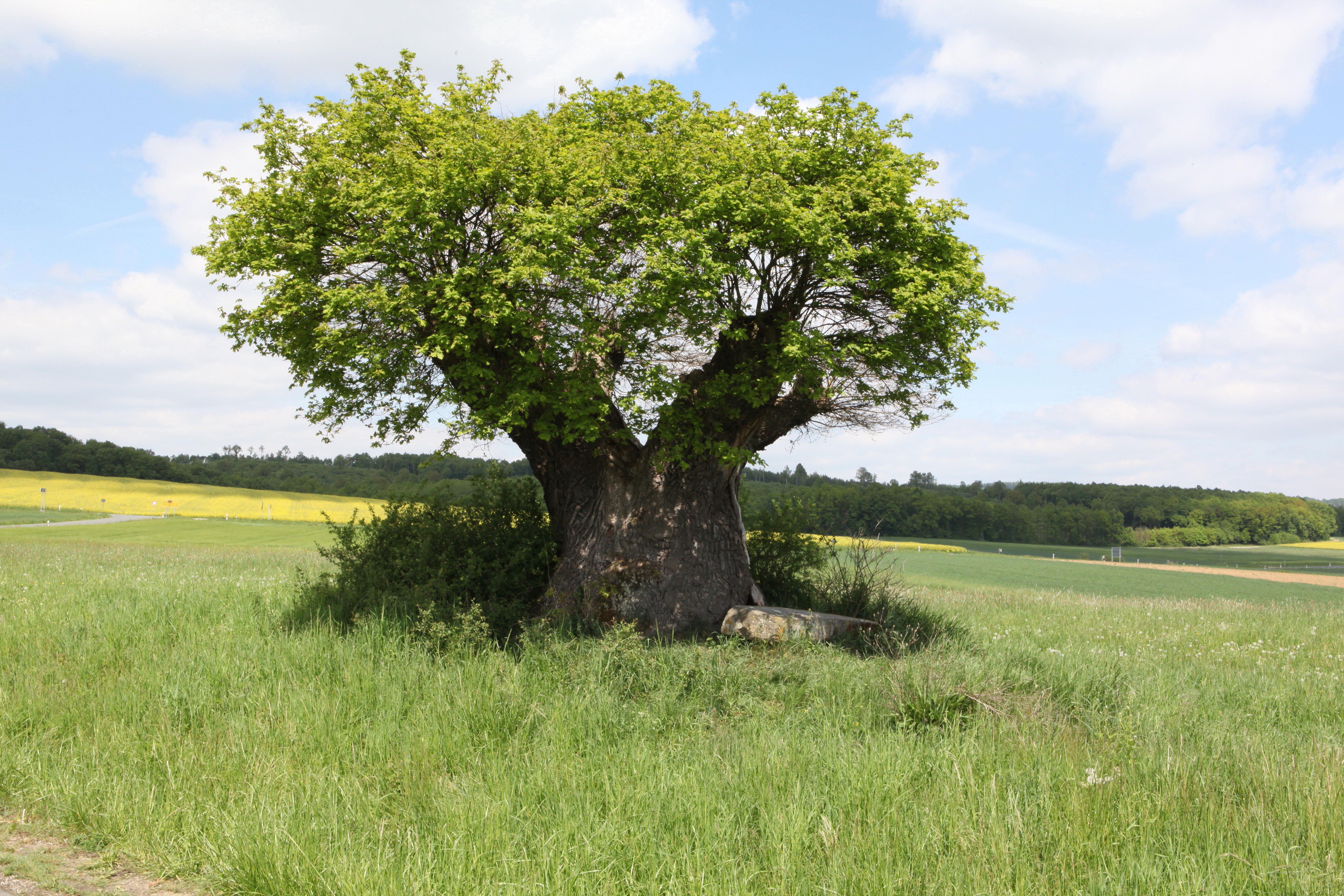
Hüter des Feldes (Mai 2014)

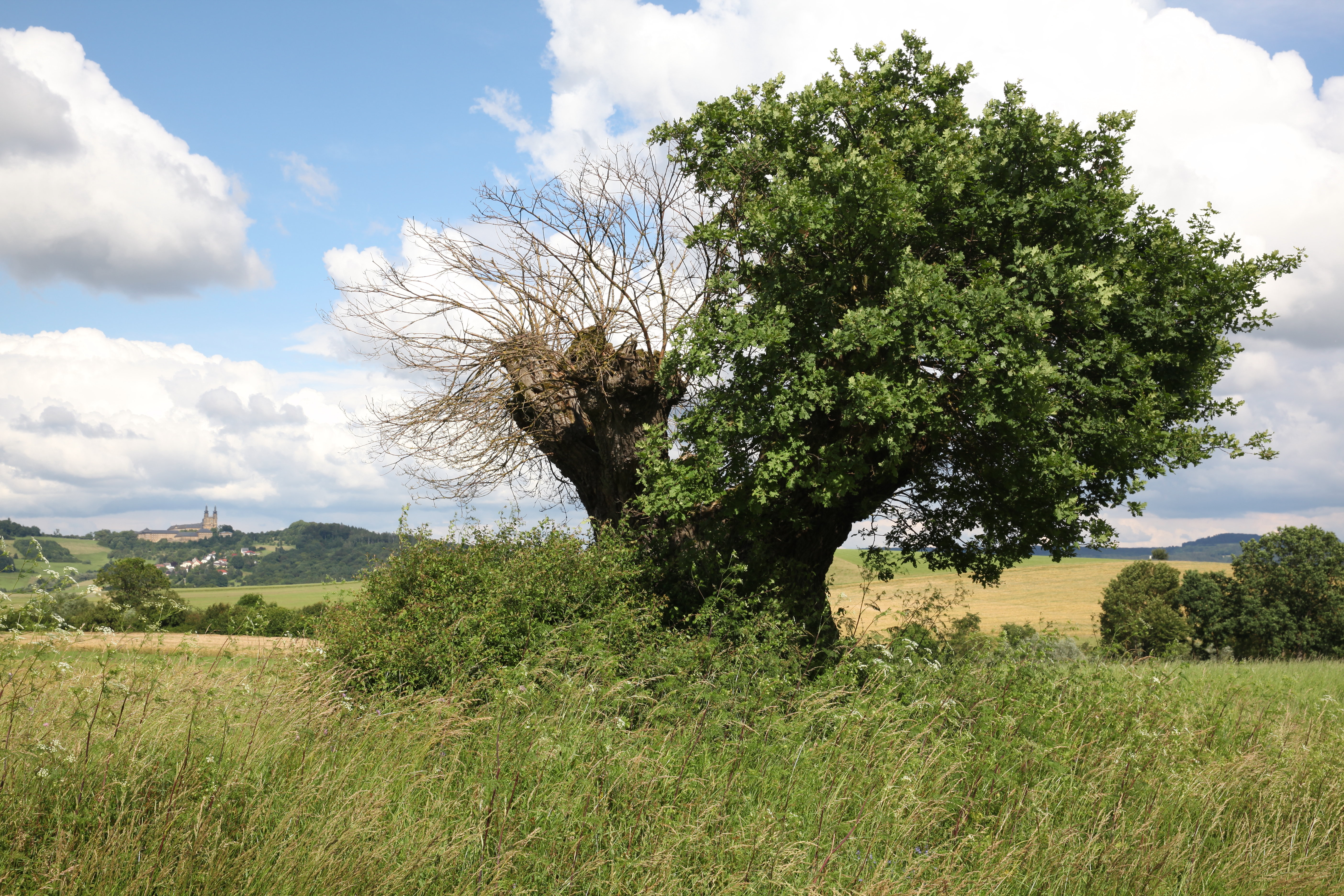
Hüter des Feldes (Juni 2016)

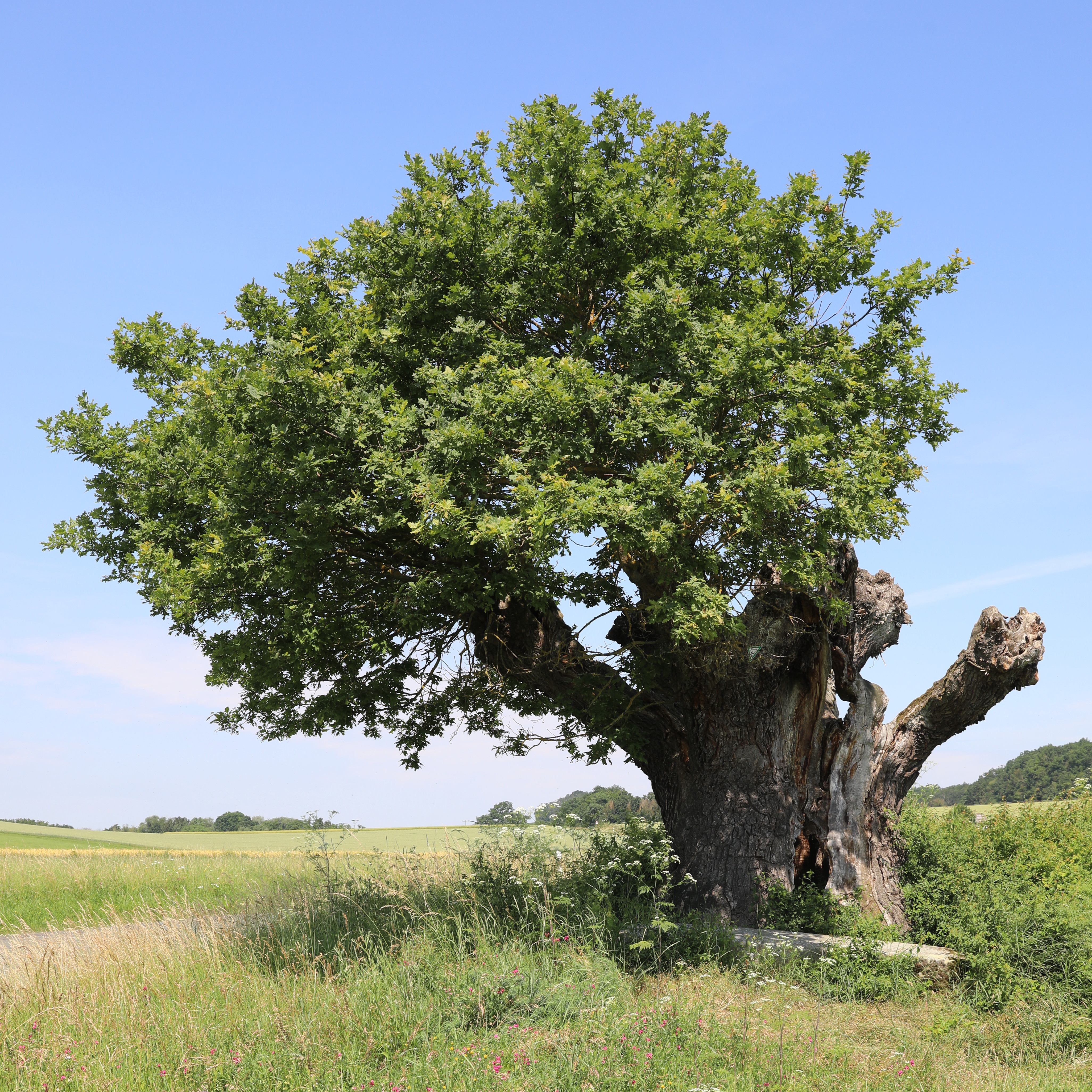
Hüter des Feldes (Juni 2021)

Der Hüter des Feldes ist einer der wenigen uralten Eichenveteranen Bayerns und steht als Naturdenkmal unter Schutz. Die Stieleiche steht inmitten der Wiesen und Felder nahe Nedensdorf bei Bad Staffelstein in Oberfranken.

## Beschreibung
Der Baum besteht nur noch aus einem walzenförmigen Schaft, der bis zum Jahre 2012 immer wieder vollständig aufs Neue ergrünte. Da der Stamm vollkommen hohl ist, wurde er im April 2008 im Auftrag der Höheren Naturschutzbehörde der Regierung von Oberfranken zum wiederholten Male beschnitten, damit er nicht unter der Last der Krone auseinanderbricht.
Das Alter des Baumes wird auf über tausend Jahre geschätzt. Im Jahr 2011 hatte der Stamm in einer Höhe von 130 cm über dem Boden einen Brusthöhenumfang von 6,14 Metern. Die Eiche steht unmittelbar neben der Straße nach Nedensdorf, etwa 500 Meter südlich der Abzweigung der Ortsverbindungsstraße von Gleußen nach Bad Staffelstein. Aus der Ferne ähnelt der Umriss dem einer Kopfweide, tatsächlich handelt es sich aber um eine Stieleiche. Die Eiche wird auch „Rasierpinselbaum“ sowie „Eichastock“ genannt, da nach dem Beschneiden der Krone die entsprechende Form entstand. Auf der Rückseite des Baumes befindet sich eine Steinbank und erst aus der Nähe werden die Ausmaße des Baumes sichtbar.
Der Baum ist als Naturdenkmal eingetragen. Seit dem Jahre 2013 ist ein Teil der Krone abgestorben, da der Baum im Jahr zuvor an einer Pilzerkrankung litt. Der Verfall schreitet seitdem sichtbar voran. Seit den Jahren 2018 und 2019 leidet der Baum zusätzlich auch unter der extremen Hitze sowie der Trockenheit. Zudem wurde im Jahre 2019 am Stamm das Schild "Naturdenkmal" angebracht.
Im Kinofilm Luther ist der Baumveteran in der ersten Filmszene zu sehen. Der junge Martin Luther sucht unter ihm während eines Gewitters Schutz. Der Bayerische Rundfunk, der regionale Fernsehsender TV Oberfranken und auch die Tageszeitung Fränkischer Tag berichteten über das Naturdenkmal.
Der Baum wurde als Titelbild des Baumschutzbuches Über den Tag hinaus – Leben mit Bäumen verwendet. Der Coburger Fotograf Horst Jürgen Schunk begann bereits vor 1980, den Baum fotografisch zu begleiten. Es gibt auch diverse Ansichtskarten des Baumdenkmals. Das Bayerische Fernsehen produzierte und zeigte im Februar 2015 ein kleines Filmporträt dieses Baumes. Dieser kleine Filmbeitrag wurde in den Jahren 2016 und 2017 wiederholt. Im Dezember 2020 wurde vom Bayerischen Fernsehen ein neuer Filmbeitrag über diesen Baum gezeigt. Der Bildband "Hüter des Feldes – Der Eichastock oder Rasierpinselbaum" von Horst Jürgen Schunk, 2023 erschienen im Verlag Books on demand, setzt diesem Baum auf 78 Seiten ein fotografisches Denkmal.